# Монгрено
Монгрено је насеље у Италији у округу Торино, региону Пијемонт.
Према процени из 2011. у насељу је живело 153 становника. Насеље се налази на надморској висини од 401 м.